# Plantago cordata
Plantago cordata là một loài thực vật có hoa trong họ Mã đề. Loài này được Lam. miêu tả khoa học đầu tiên năm 1791.

## Hình ảnh

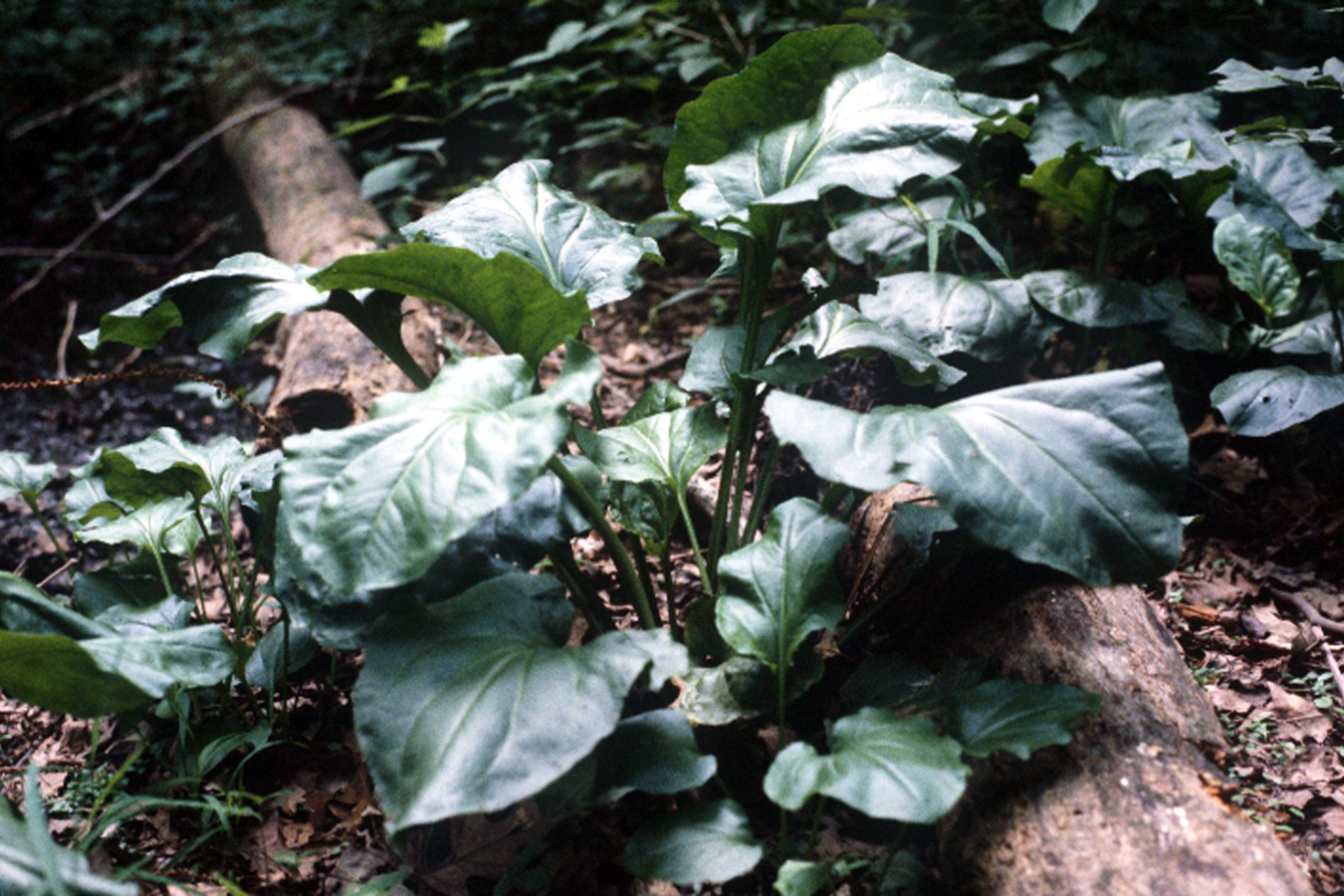
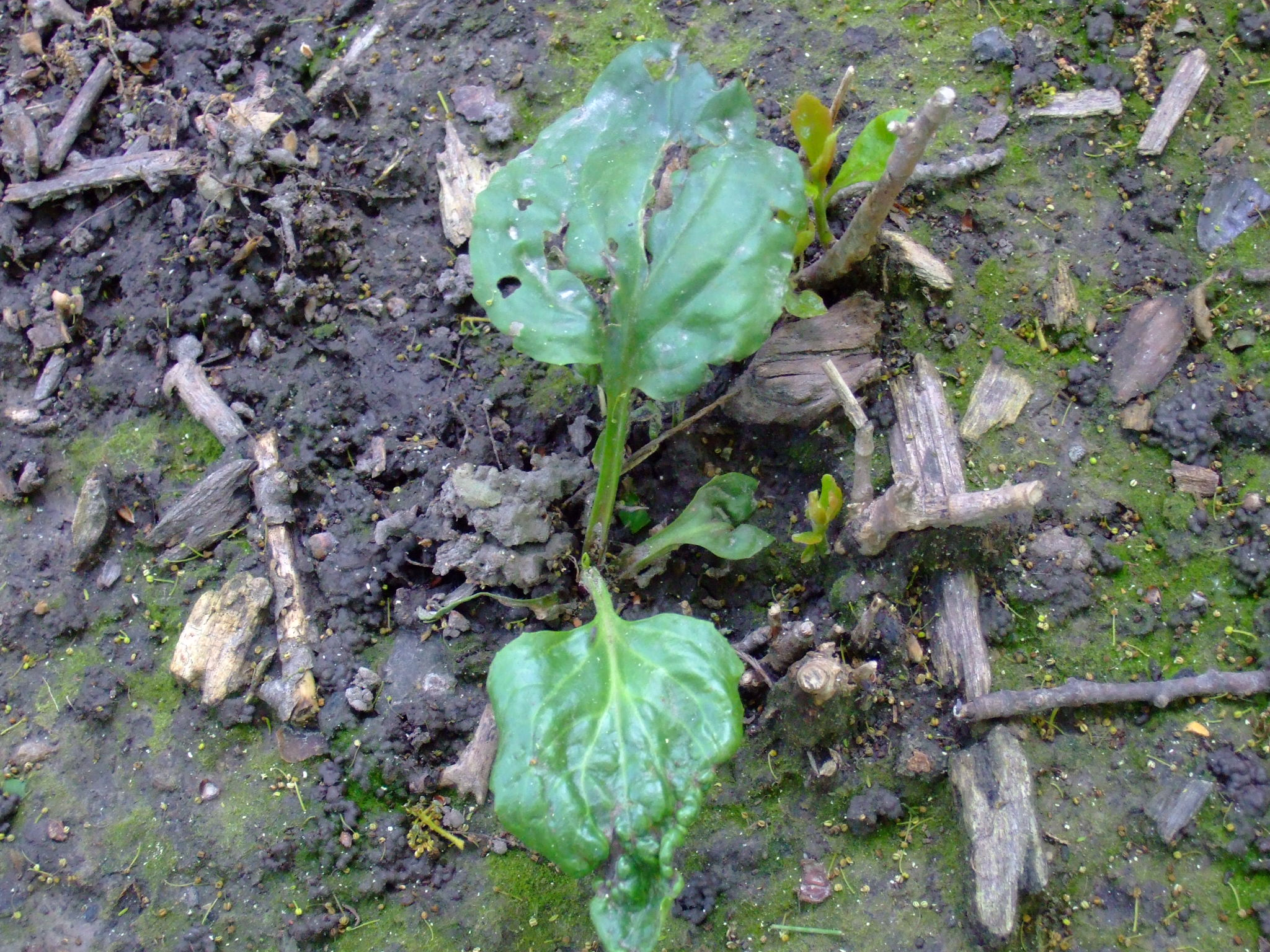